# Jerejmentau
Jerejmentau (kaz. Ерейментау; ros.: Ерейментау, Jeriejmientau) – miasto w północnym Kazachstanie, w obwodzie akmolskim, siedziba administracyjna rejonu Jerejmentau. Na początku 2021 roku liczyło 8 759 mieszkańców. Ośrodek przemysłu olejarskiego i materiałów budowlanych.
Miejscowość otrzymała prawa miejskie w 1965 roku.